# Natação nos Jogos Olímpicos de Verão de 2008 - 200 m costas feminino
A competição dos 200m costas feminino  nos Jogos Olímpicos de Verão de 2008 teve sua final no dia 16 de Agosto.

## Medalhistas
| Ouro   | ZIM Kirsty Coventry  |
| Prata  | USA Margaret Hoelzer |
| Bronze | JPN Reiko Nakamura   |

## Recordes
Antes desta competição, os recordes mundiais e olímpicos da prova eram os seguintes:
| Tipo | Atleta              | Tempo   | Local     | Data                | Ref |
| ---- | ------------------- | ------- | --------- | ------------------- | --- |
|      | Margaret Hoelzer    | 2:06.09 | Omaha     | 5 de julho de 2008  | ver |
|      | Krisztina Egerszegi | 2:07.06 | Barcelona | 31 de julho de 1992 |     |

## Eliminatórias

### Eliminatória 1
| # | Pista | Nome                     | País              | Tempo   | Notas |
| - | ----- | ------------------------ | ----------------- | ------- | ----- |
| 1 | 3     | Yeongseo Kang            | KOR Coreia do Sul | 2:14.52 |       |
| 2 | 5     | Gisela Morales           | GUA Guatemala     | 2:14.54 |       |
| 3 | 4     | Erin Nicole Volcan Smith | VEN Venezuela     | 2:15.58 |       |

### Eliminatória 2
| # | Pista | Nome              | País         | Tempo   | Notas |
| - | ----- | ----------------- | ------------ | ------- | ----- |
| 1 | 7     | Melanie Nocher    | IRL Irlanda  | 2:12.29 |       |
| 2 | 6     | Zuzanna Mazurek   | POL Polônia  | 2:12.46 |       |
| 3 | 4     | Lydia Morant      | ESP Espanha  | 2:13.87 |       |
| 4 | 8     | Fernanda Gonzalez | MEX México   | 2:14.64 |       |
| 5 | 1     | Stella Boumi      | GRE Grécia   | 2:14.73 |       |
| 6 | 3     | Sanja Jovanovic   | CRO Croácia  | 2:15.57 |       |
| 7 | 5     | Christin Zenner   | GER Alemanha | 2:20.28 |       |
| 8 | 2     | Julia Wilkinson   | CAN Canadá   | DNS     |       |

### Eliminatória 3
| # | Pista | Nome             | País             | Tempo   | Notas |
| - | ----- | ---------------- | ---------------- | ------- | ----- |
| 1 | 5     | Jing Zhao        | CHN China        | 2:08.97 | Q     |
| 2 | 3     | Anastasia Zuyeva | RUS Rússia       | 2:09.01 | Q     |
| 3 | 4     | Laure Manaudou   | FRA França       | 2:09.39 | Q     |
| 4 | 6     | Belinda Hocking  | AUS Austrália    | 2:09.54 | Q     |
| 5 | 1     | Anja Čarman      | SLO Eslovênia    | 2:10.49 | Q     |
| 6 | 2     | Gemma Spofforth  | GBR Grã-Bretanha | 2:10.58 | Q     |
| 7 | 7     | Evelin Verraszto | HUN Hungria      | 2:11.02 |       |
| 8 | 8     | Lindsay Seemann  | CAN Canadá       | 2:15.07 |       |

### Eliminatória 4
| # | Pista | Nome               | País              | Tempo   | Notas |
| - | ----- | ------------------ | ----------------- | ------- | ----- |
| 1 | 4     | Kirsty Coventry    | ZIM Zimbabwe      | 2:06.76 | Q, OR |
| 2 | 3     | Meagen Nay         | AUS Austrália     | 2:08.79 | Q     |
| 3 | 2     | Melissa Ingram     | NZL Nova Zelândia | 2:09.34 | Q     |
| 4 | 5     | Alexianne Castel   | FRA França        | 2:09.37 | Q     |
| 5 | 6     | Hanae Ito          | JPN Japão         | 2:10.05 | Q     |
| 6 | 8     | Yanyan Chen        | CHN China         | 2:11.95 |       |
| 7 | 7     | Melissa Corfe      | RSA África do Sul | 2:12.64 |       |
| 8 | 1     | Iryna Amshennikova | UKR Ucrânia       | 2:15.78 |       |

### Eliminatória 5
| # | Pista | Nome                       | País               | Tempo   | Notas |
| - | ----- | -------------------------- | ------------------ | ------- | ----- |
| 1 | 6     | Elizabeth Simmonds         | GBR Grã-Bretanha   | 2:08.66 | Q, NR |
| 2 | 5     | Elizabeth Beisel           | USA Estados Unidos | 2:09.02 | Q     |
| 3 | 4     | Margaret Hoelzer           | USA Estados Unidos | 2:09.12 | Q     |
| 4 | 3     | Reiko Nakamura             | JPN Japão          | 2:09.77 | Q     |
| 5 | 7     | Stanislava Komarova        | RUS Rússia         | 2:09.93 | Q     |
| 6 | 2     | Nikolett Szepesi           | HUN Hungria        | 2:11.47 |       |
| 7 | 8     | Kateryna Zubkova           | UKR Ucrânia        | 2:12.64 |       |
| 8 | 1     | Victoria Escarlata Bernard | ESP Espanha        | 2:12.86 |       |

## Semi-finais

### Semi-final 1
| # | Pista | Nome               | País               | Tempo   | Notas |
| - | ----- | ------------------ | ------------------ | ------- | ----- |
| 1 | 3     | Elizabeth Beisel   | USA Estados Unidos | 2:07.90 | Q     |
| 2 | 7     | Reiko Nakamura     | JPN Japão          | 2:08.21 | Q     |
| 3 | 4     | Elizabeth Simmonds | GBR Grã-Bretanha   | 2:08.96 | Q     |
| 4 | 8     | Gemma Spofforth    | GBR Grã-Bretanha   | 2:09.19 |       |
| 5 | 5     | Jing Zhao          | CHN China          | 2:09.59 |       |
| 6 | 6     | Melissa Ingram     | NZL Nova Zelândia  | 2:09.70 |       |
| 7 | 1     | Hanae Ito          | JPN Japão          | 2:09.86 |       |
| 8 | 2     | Laure Manaudou     | FRA França         | 2:12.04 |       |

### Semi-final 2
| # | Pista | Nome                | País               | Tempo   | Notas |
| - | ----- | ------------------- | ------------------ | ------- | ----- |
| 1 | 4     | Kirsty Coventry     | ZIM Zimbabwe       | 2:07.76 | Q     |
| 2 | 5     | Meagen Nay          | AUS Austrália      | 2:08.09 | Q, OC |
| 3 | 6     | Margaret Hoelzer    | USA Estados Unidos | 2:08.25 | Q     |
| 4 | 7     | Belinda Hocking     | AUS Austrália      | 2:08.80 | Q     |
| 5 | 3     | Anastasia Zuyeva    | RUS Rússia         | 2:09.07 | Q     |
| 6 | 2     | Alexianne Castel    | FRA França         | 2:10.04 |       |
| 7 | 1     | Stanislava Komarova | RUS Rússia         | 2:10.50 |       |
| 8 | 8     | Anja Čarman         | SLO Eslovênia      | 2:12.46 |       |

## Final
| #                 | Pista | Swimmer                | Tempo   | Notas |
| ----------------- | ----- | ---------------------- | ------- | ----- |
| Medalha de ouro   | 4     | ZIM Kirsty Coventry    | 2:05.24 |       |
| Medalha de prata  | 2     | USA Margaret Hoelzer   | 2:06.23 |       |
| Medalha de bronze | 6     | JPN Reiko Nakamura     | 2:07.13 | AS    |
| 4                 | 8     | RUS Anastasia Zuyeva   | 2:07.88 |       |
| 5                 | 5     | USA Elizabeth Beisel   | 2:08.23 |       |
| 6                 | 1     | GBR Elizabeth Simmonds | 2:08.51 | NR    |
| 7                 | 3     | AUS Meagen Nay         | 2:08.84 |       |
| 8                 | 7     | AUS Belinda Hocking    | 2:10.12 |       |

Legenda
| Recorde mundial      | Recorde mundial (World record)               |                       | Recorde africano                      | Recorde africano (African) |                                           | Q | Classificado por posição (Qualified) |
| Recorde olímpico     | Recorde olímpico (Olympic record)            | Recorde da América    | Recorde da América (Americas)         | q                          | Classificado por melhor tempo (Qualified) |   |                                      |
| Melhor marca do ano  | Melhor marca do ano (World leading)          | Recorde asiático      | Recorde asiático (Asian)              | DNS                        | Não largou (Did not start)                |   |                                      |
| Recorde nacional     | Recorde nacional (National record)           | Recorde europeu       | Recorde europeu (European)            | DNF                        | Não terminou (Did not finish)             |   |                                      |
| Recorde pessoal      | Recorde pessoal do atleta (Personal best)    | Recorde da Oceania    | Recorde da Oceania (Oceania)          | DSQ / DQ                   | Desclassificado (Disqualified)            |   |                                      |
| Recorde da temporada | Recorde da temporada do atleta (Season best) | Recorde sul-americano | Recorde sul-americano (South America) | NM                         | Sem marca (No mark)                       |   |                                      |